# Giełczyn (powiat łomżyński)
Giełczyn – wieś w Polsce położona w województwie podlaskim, w powiecie łomżyńskim, w gminie Łomża.
Wieś położona jest na północno-wschodnim krańcu Międzyrzecza Łomżyńskiego.
| SIMC    | Nazwa   | Rodzaj    |
| ------- | ------- | --------- |
| 0400679 | Białka  | część wsi |
| 0400685 | Wysocha | część wsi |

Wierni kościoła rzymskokatolickiego należą do parafii Bożego Ciała w Łomży.

## Historia
W latach 1921–1939 wieś leżała w województwie białostockim, w powiecie łomżyńskim, w gminie Kupiski.
Według Powszechnego Spisu Ludności z 1921 roku wieś zamieszkiwało 481 osób, 445 było wyznania rzymskokatolickiego, 2 prawosławnego a 34 mojżeszowego. Jednocześnie 445 mieszkańców zadeklarowało polską przynależność narodową, 2 rosyjską, 34 żydowską. Było tu 61 budynków mieszkalnych. Miejscowość należała do parafii rzymskokatolickiej w Łomży. Podlegała pod Sąd Grodzki i Okręgowy w Łomży; właściwy urząd pocztowy mieścił się w Łomży.
W wyniku napaści ZSRR na Polskę we wrześniu 1939 miejscowość znalazła się pod okupacją sowiecką, a od czerwca 1941 roku pod okupacją niemiecką. Od 22 lipca 1941 do 1945 włączona została w skład powiatu Landkreis Lomscha w Bezirk Bialystok III Rzeszy.
W latach 1975–1998 miejscowość administracyjnie należała do województwa łomżyńskiego.

### Zbrodnia w Lesie Giełczyńskim
Pobliski las jest częścią wielkiego kompleksu leśnego, zwanego Czerwonym Borem. Na skraju tego lasu, w pobliżu wsi Giełczyn, Niemcy w okresie 1941-1944 przeprowadzali masowe egzekucje Polaków oraz Żydów z łomżyńskiego getta, których ofiarą padło łącznie około 12 000 osób (z czego 7000 Żydów).
Na miejscu egzekucji znajdują się trzy pamiątkowe pomniki (w głównych miejscach mordów) i głaz pamiątkowy wystawiony przez Żydów z Izraela (byłych mieszkańców Łomży).